# Vela nos Jogos Pan-Americanos de 2019 - Kites
A competição de Kites nos Jogos Pan-Americanos de 2019 realizou-se de 5 a 10 de agosto no Yacht Club Peruano, na cidade de Paracas. Disputaram-se 21 regatas (18 classificatórias e três regatas das medalhas).

## Formato da competição
A prova consistiu em 18 regatas classificatórias e três de definição das medalhas. A posição em cada regata traduziu-se em pontos (o primeiro classificado somava um ponto na classificação, enquanto o 10º, por exemplo, somava 10 pontos), que foram acumulados de regata a regata para obter a classificação. Após a fase classificatória, os cinco melhores atletas se classificaram à regata da medalha. Nesta fase, os pontos acumulados nas regatas classificatórias foram somados aos pontos da regata final.

## Medalhistas
| Ouro   | BRA Bruno Lobo       |
| Prata  | URU Nicolás Landauer |
| Bronze | USA William Cyr      |

## Calendário
Horário local (UTC-5).
| Data         | Horário | Fase                       |
| ------------ | ------- | -------------------------- |
| 5 de agosto  | 11:00   | Regata 1, 2, 3 e 4         |
| 6 de agosto  | 14:00   | Regata 5, 6, 7, 8, 9 e 10  |
| 7 de agosto  | 11:00   | Regata 11, 12, 13, 14 e 15 |
| 8 de agosto  | 14:00   | Regata 16, 17 e 18         |
| 10 de agosto | 13:10   | Regatas 19, 20 e 21        |

## Resultados
| Pos.              | Velejador          | Nacionalidade            | Regata | Regata | Regata  | Regata  | Regata | Regata | Regata | Regata | Regata | Regata | Regata | Regata   | Regata | Regata   | Regata   | Regata | Regata   | Regata | Regata | Regata | Regata | Total pontos | Pontuação final |
| Pos.              | Velejador          | Nacionalidade            | 1      | 2      | 3       | 4       | 5      | 6      | 7      | 8      | 9      | 10     | 11     | 12       | 13     | 14       | 15       | 16     | 17       | 18     | F      | F      | F      | Total pontos | Pontuação final |
| ----------------- | ------------------ | ------------------------ | ------ | ------ | ------- | ------- | ------ | ------ | ------ | ------ | ------ | ------ | ------ | -------- | ------ | -------- | -------- | ------ | -------- | ------ | ------ | ------ | ------ | ------------ | --------------- |
| Medalha de ouro   | Bruno Lobo         | BRA Brasil               | 2 STP  | 1      | (11)    | (3)     | (3)    | 1      | 1      | 1      | 1      | 1      | 2      | 2        | 1      | 1        | 1        | 1      | 1        | 1      | 1      | 1      | 1      | 38           | 21              |
| Medalha de prata  | Nicolás Landauer   | URU Uruguai              | (6)    | 2      | 1       | 1       | 1      | 4      | 2      | 2      | 2      | 2      | 1      | 1        | 3      | 3        | 2        | 2      | (11) DNF | (9)    | 6 UFD  | 2      | 2      | 65           | 39              |
| Medalha de bronze | William Cyr        | USA Estados Unidos       | 2      | (3)    | 2       | (3) STP | 2      | 2      | 3      | 3      | 3      | 3      | 3      | 3        | 2      | 2        | (6)      | 3      | 2        | 2      | 4      | 3      | 5      | 61           | 49              |
| 4                 | Xantos Villegas    | MEX México               | 3      | 4      | 3       | 4       | 4      | 3      | 5      | 4      | 4      | (6)    | 4      | 4        | 5      | (8)      | 4        | (7)    | 5        | 3      | 2      | 5      | 3      | 90           | 69              |
| 5                 | Michael Brodeur    | CAN Canadá               | 4      | 5      | 4       | 6       | 5      | 5      | (7)    | 5      | 6      | (9)    | 5      | 5        | 4      | 5        | 5        | 5      | (11) DNS | 4      | 4 STP  | 4      | 4      | 111          | 85              |
| 6                 | Tiger Tyson        | ANT Antígua e Barbuda    | 5      | 6      | 5.9 RDG | 5.9 RDG | (8)    | 6      | 4      | 6      | (10)   | 4      | 6      | 7        | (8)    | 4        | 3        | 6      | 4        | 5      | —      | —      | —      | 103.8        | 77.8            |
| 7                 | Cristino Soto      | DOM República Dominicana | 7      | 10     | 8       | 5       | 7      | 9      | 8      | 8      | 5      | 7      | 8      | (11) DNF | 7      | (11) DNF | (11) DNF | 4      | 3        | 6      | —      | —      | —      | 135          | 102             |
| 8                 | Francesco Puliatti | PER Peru                 | 8      | 7      | 7       | 8       | 6      | 7      | 6      | 7      | 7      | 5      | (9)    | 8        | (9)    | 7        | 7        | (9)    | 6        | 7      | —      | —      | —      | 130          | 103             |
| 9                 | John Mora          | COL Colômbia             | (10)   | 8      | 5       | 7       | (10)   | (10)   | (10)   | 9      | 8      | 10     | 7      | 6        | 6      | 6        | 8        | 10     | 8        | 10     | —      | —      | —      | 148          | 118             |
| 10                | José Fazio         | ARG Argentina            | 9      | 9      | 6       | 9       | 9      | 8      | 9      | (10)   | 9      | 8      | (10)   | 9        | (10)   | 9        | 9        | 8      | 7        | 8      | —      | —      | —      | 156          | 126             |

Legenda
| Recorde mundial                  | Recorde mundial (World record)               |                       | Recorde africano                      | Recorde africano (African) |                                           | Q | Classificado por posição (Qualified) |
| Recorde dos Jogos Pan-Americanos | Recorde pan-americano (Pan-American record)  | Recorde da América    | Recorde da América (Americas)         | q                          | Classificado por melhor tempo (Qualified) |   |                                      |
| Melhor marca do ano              | Melhor marca do ano (World leading)          | Recorde asiático      | Recorde asiático (Asian)              | DNS                        | Não largou (Did not start)                |   |                                      |
| Recorde nacional                 | Recorde nacional (National record)           | Recorde europeu       | Recorde europeu (European)            | DNF                        | Não terminou (Did not finish)             |   |                                      |
| Recorde pessoal                  | Recorde pessoal do atleta (Personal best)    | Recorde da Oceania    | Recorde da Oceania (Oceania)          | DSQ / DQ                   | Desclassificado (Disqualified)            |   |                                      |
| Recorde da temporada             | Recorde da temporada do atleta (Season best) | Recorde sul-americano | Recorde sul-americano (South America) | NM                         | Sem marca (No mark)                       |   |                                      |

### Vela
| M   | Regata da Medalha da qual só participam os dez primeiros colocados das regatas anteriores  |  |  | CAN | Regata cancelada |
| BFD | Desclassificado por bandeira preta (Black Flag Disqualified)                               |  |  |     |                  |
| UFD | Desclassificado por bandeira "U" (U Flag Disqualified)                                     |  |  |     |                  |
| OCS | Largada queimada (On the Course Side of the starting line)                                 |  |  |     |                  |
| DNE | Desclassificação sem eliminação (infração a um item do regulamento da prova – Did Not End) |  |  |     |                  |